# Mitropacup 1932
De Mitropacup 1932 was de zesde editie van de internationale beker.
Net zoals de vorige jaren namen er enkel teams deel uit Oostenrijk, Hongarije, Tsjechoslowakije en Italië. De landskampioen en bekerwinnaar (of verliezend bekerfinalist) van elk land nam deel. Er werd gespeeld met knock-outsysteem in heen- en terugwedstrijden. Bij gelijke stand na twee wedstrijden zou er een beslissende wedstrijd komen. Alle acht deelnemers startten in de kwartfinale. Titelverdediger First Vienna werd tweede, het beste resultaat tot dan toe voor een titelverdediger.
Dit seizoen kwam er geen finale zoals andere jaren. In de halve finale tussen Slavia Praag en Juventus kwam het tot rellen waardoor de wedstrijd stopgezet werd en beide teams gediskwalificeerd werden. Het comité besloot om de andere halve finale tussen First Vienna en Bologna als finale te erkennen waardoor Bologna de trofee mee naar huis kreeg.

## Kwartfinale
| Teams           | Teams | Teams           | Heenwedstrijd | Terugwedstrijd | Totaalscore |
| Slavia Praag    | -     | SK Admira Wien  | 3:0 (1:0)     | 0:1 (0:0)      | 3:1         |
| AGC Bologna     | -     | Sparta Praag    | 5:0           | 0:3            | 5:3         |
| Juventus        | -     | Ferencvárosi TC | 4:0           | 3:3            | 7:3         |
| First Vienna FC | -     | Újpest FC       | 5:3 (2:3)     | 1:1 (1:1)      | 6:4         |

## Halve finale
| Teams           | Teams | Teams       | Heenwedstrijd | Terugwedstrijd | Totaalscore |
| First Vienna FC | -     | AGC Bologna | 0:2 (0:2)     | 1:0 (1:0)      | 1:2         |
| Slavia Praag    | -     | Juventus    | 4:0           | Stopgezet      | Geannuleerd |

## Finale
| Teams           | Teams | Teams       | Heenwedstrijd | Terugwedstrijd | Totaalscore |
| First Vienna FC | -     | AGC Bologna | 0:2 (0:0)     | 1:0 (1:0)      | 1:2         |

| Teams          | AGC Bologna - First Vienna FC |
| Uitslag        | 2:0 (0:0) |
| Datum          | 10 juli 1932 |
| Stadion        | Stadio Littoriale, Bologna 16.000 toeschouwers |
| Scheidsrechter | František Cejnar (Tsjechoslowakije) |
| Goals          | 1:0 (63.) Bruno Maini, 2:0 (89.) Raffaele Sansone |
| Bologna        | Mario Gianni; Eraldo Monzeglio, Felice Gasperi; Gastone Martelli, Gastone Baldi, Mario Montesanto; Bruno Maini, Raffaele Sansone, Angelo Schiavio (C), Francisco Fedullo, Carlo Reguzzoni Trainer: Gyula Lelovics     |
| Vienna         | Karl Horeschofsky; Karl Rainer, Josef Blum (C); Otto Kaller, Leopold Hofmann, Willibald Schmaus; Anton Brosenbauer, Josef Adelbrecht, Friedrich Gschweidl, Gustav Tögel, Franz Schönwetter Trainer: Ferdinand Frithum |

| Teams          | First Vienna FC - AGC Bologna |
| Uitslag        | 1:0 (1:0) |
| Datum          | 17 juli 1932 |
| Stadion        | Hohe Warte, Wenen 16.000 Toeschouwers |
| Scheidsrechter | René Mercet (Zwitserland) |
| Goals          | 1:0 (15.) Franz Schönwetter |
| Vienna         | Karl Horeschofsky; Karl Rainer, Josef Blum (C); Otto Kaller, Leopold Hofmann, Leonhard Machu; Anton Brosenbauer, Josef Adelbrecht, Friedrich Gschweidl, Gustav Tögel, Franz Schönwetter Trainer: Ferdinand Frithum |
| Bologna        | Mario Gianni; Eraldo Monzeglio, Felice Gasperi; Gastone Martelli, Gastone Baldi, Mario Montesanto; Bruno Maini, Raffaele Sansone, Angelo Schiavio (C), Francisco Fedullo, Carlo Reguzzoni Trainer: Gyula Lelovics  |

1927 · 1928 · 1929 · 1930 · 1931 · 1932 · 1933 · 1934 · 1935 · 1936 · 1937 · 1938 · 1939 · 1940 · 1951 · 1955 · 1956 · 1957 · 1958 · 1959 · 1960 · 1961 · 1962 · 1963 · 1964 · 1965 · 1966 · 1967 · 1968 · 1969 · 1970 · 1971 · 1972 · 1973 · 1974 · 1975 · 1976 · 1977 · 1978 · 1980 · 1981 · 1982 · 1983 · 1984 · 1985 · 1986 · 1987 · 1988 · 1989 · 1990 · 1991 · 1992